# Ernie Henry
Ernie Henry (Brooklyn, 3 settembre 1926 – New York, 29 dicembre 1957) è stato un sassofonista jazz statunitense.

## Biografia
Henry suonò con Tadd Dameron nel 1947, Fats Navarro, Charlie Ventura, Max Roach e Dizzy Gillespie fra il 1948 e il 1949. Dal 1950 al 1952 suono con gli Illinois Jacquet. Dopo qualche anno passato nell'ombra, tornò in scena suonando con Thelonious Monk (1956), Charles Mingus, Kenny Dorham, Kenny Drew, Wynton Kelly, Wilbur Ware, Art Taylor, Philly Joe Jones e Gillespie again (1956–57). Incise tre album come solista per la Riverside Records. Morì di overdose di eroina nel 1957, all'età di 31 anni.

## Discografia
- Presenting Ernie Henry (Riverside, 1956)
- Seven Standards and a Blues (Riverside, 1957)
- Last Chorus (Riverside, 1957)
- 2 Horns/2 Rhythm (Riverside, 1957) con Kenny Dorham

### Come sideman
con Matthew Gee
- 1956 - Jazz by Gee (Riverside)

con Dizzy Gillespie
- 1957 - Dizzy in Greece (Verv)
- 1957 - Birks' Works (Verve)
- 1957 - Dizzy Gillespie at Newport (Verve)
- 1995 - The Complete RCA Victor Recordings (Bluebird)

con Thelonious Monk
- 1957 - Brilliant Corners (Riverside)